# Ethiopica vinosa
Ethiopica vinosa là một loài bướm đêm trong họ Noctuidae.